# Teoxtitla
Teoxtitla är en ort i Mexiko.   Den ligger i kommunen San Felipe Orizatlán och delstaten Hidalgo, i den sydöstra delen av landet, 200 km norr om huvudstaden Mexico City. Teoxtitla ligger 231 meter över havet och antalet invånare är 433.
Terrängen runt Teoxtitla är varierad. Runt Teoxtitla är det ganska tätbefolkat, med 86 invånare per kvadratkilometer. Närmaste större samhälle är San Felipe Orizatlán, 3,6 km norr om Teoxtitla. I omgivningarna runt Teoxtitla växer i huvudsak städsegrön lövskog.